# 世界医師会
世界医師会（せかいいしかい、英称：World Medical Association、略称：WMA）は、世界114カ国（2024年現在）の医師会が加盟する非政府組織。本部はフランスのアン県フェルネ＝ヴォルテール。

## 概要
1947年9月17日、パリにおいて27カ国からの医師が一堂に会し、第1回総会を開催したことを契機として設立された。「医学教育・医学・医術および医の倫理における国際的水準を高め、また世界のすべての人々を対象にしたヘルスケアの実現に努めながら人類に奉仕すること」を目的としている。2020年現在では115カ国の医師会が加盟し、毎年、春に中間理事会、秋に総会を開催し、医の倫理や社会医学に関連するテーマを協議している。これまでにジュネーブ宣言・ヘルシンキ宣言・リスボン宣言・マドリッド宣言等をはじめとする数多くの政策文書を採択し、公開している。

## ガバナンス
世界医師会の主要な決定は総会で行われる。総会は、毎年開催され、各国医師会の代表、世界医師会の役員・評議員、個人会員である医師の代表から成る。2018年の総会（アイスランド、レイキャビーク）では、新しい会長のレオニード・アイデルマンが就任演説原稿に関して、クリス・シンプソンのカナダ医師会会長就任演説原稿（2014年8月20日）から剽窃を行ったとして、カナダ医師会が脱退を表明した。
総会では、アフリカ、アジア、ヨーロッパ、中南米諸国、北アメリカ、太平洋沿岸諸国からの代表（任期2年間）、および、公式行事における会長（名誉会長．任期は1年間）を選出する。前名誉会長、現名誉会長、次期名誉会長は名誉会長会を構成し、公式行事において世界医師会を代表して話をする。
また、総会では世界医師会の政策を決定するトップである議長を選出し（任期は2年間．名誉会長会のメンバーは議長になることはできない）、実際の活動を取りしきる事務総長を指名する。

## 日本医師会との関係
日本医師会は1951年の第5回ストックホルム総会において加盟した。1975年に「医療資源の開発と配分」を主テーマに第29回世界医師会東京総会を、また2004年には「先端医療と医の倫理」・「ITの進歩と医療」を主テーマとして2004年世界医師会東京総会を、日本医師会主催により開催した。これまでに第29代武見太郎（1975年就任）、第52代坪井栄孝（2000年就任）、第68代横倉義武（2017年就任）が会長に選出されている。

## 主な宣言
- タバコ製品の健康障害に関するWMA声明
- 遠隔医療の倫理に関するWMA声明
- 移植用ヒト組織に関するWMA声明